# Secretaría de Finanzas y Tesorería General del Estado de Nuevo León
La Secretaría de Finanzas y Tesorería General del Estado de Nuevo León es la dependencia encargada de planificar, organizar y controlar los recursos financieros, mediante la implementación de normativas que permitan la debida recaudación y adecuada gestión de los tributos para el correcto funcionamiento de la Administración Pública, siendo el eje transversal del desarrollo estatal; así como las atribuciones que le concede la Constitución Política del Estado.

## Funciones
Planificar, organizar y controlar los recursos financieros, mediante la implementación de normativas que permitan la debida recaudación y adecuada gestión de los tributos para el correcto funcionamiento de la Administración Pública, siendo el eje transversal del desarrollo estatal; así como las atribuciones que le concede la Constitución Política del Estado.

### Visión
Ser una Secretaría que brinda un servicio integral al ciudadano con eficiencia y buena calidad, una Secretaría que garantice un equilibrio financiero y ético en el uso de los recursos públicos, a través del soporte de los programas de gobierno y en base a una cultura de transparencia. Así como de manera interna aplicar una innovadora cultura de creatividad digital que modernice los sistemas horizontales de la administración pública (planeación estratégica, finanzas, organización, recursos humanos y tecnología informática) para que sean la base de los sistemas verticales y homogeneizar todos los procesos informáticos.

### Misión
Administración innovadora y eficaz de la Hacienda Pública a través de la actividad financiera y la implementación de nuevos mecanismos de la recaudación, así como la coordinación y programación óptima de los recursos económicos, con equidad y transparencia, para la realización oportuna de los programas gubernamentales, a fin de ofrecer servicios de calidad a la comunidad. Además de otorgar apoyo administrativo a todas las dependencias y entidades que conforman la Administración Pública Estatal en relación con los recursos humanos, materiales, de servicios y de sistemas administrativos e informáticos aplicando la normatividad vigente y actuando con eficacia, eficiencia, pertinencia, coherencia, rentabilidad e impacto.

### Según la ley
Según el artículo 24 de la Ley Orgánica de la Administración Pública del Estado de Nuevo León:
I. Recaudar los ingresos de carácter fiscal que establezcan las leyes y aquellos otros ingresos cuya exacción le corresponda o le haya sido delegada de acuerdo a la Ley y llevar el control de los sistemas de recaudación;
II. Elaborar y presentar al Ejecutivo el anteproyecto de la Ley de Ingresos y el Presupuesto de Egresos;
III. Promover, organizar y realizar estudios con el fin de incrementar los ingresos y mejorar los sistemas de control fiscal;
IV. Proponer a la persona titular del Ejecutivo las políticas de recaudación impositiva y, en su caso, velar por su aplicación;
V. Ejercer en el ámbito de su competencia las atribuciones derivadas de los convenios fiscales que celebre el Gobierno del Estado con el Gobierno Federal, con los municipios de la entidad y con los gobiernos de otros Estados de la República;
VI. Constituir y actualizar los padrones de contribuyentes, controlar el cumplimiento de sus obligaciones, ejercer la facultad económico-coactiva y las acciones de fiscalización tendientes a evitar la evasión y elusión por parte de los mismos, aplicando las sanciones que correspondan en caso de infracciones a las disposiciones tributarias del ámbito de su competencia, para lo anterior y lo referente al manejo de la información financiera, emitirá la normatividad en materia de tecnologías de la información y comunicaciones obligatoria para las Secretaría;
VII. Instrumentar y vigilar la correcta aplicación de subsidios y exenciones fiscales;
VIII. Custodiar y concentrar los fondos y valores financieros del Gobierno del Estado;
IX. Representar en juicio, en el ámbito de su competencia, a la Hacienda Pública del Estado, por delegación del Ejecutivo;
X. Efectuar las erogaciones solicitadas por las distintas entidades ejecutoras del gasto, conforme al Presupuesto de Egresos, la Ley de Administración Financiera para el Estado de Nuevo León y demás normatividad aplicable;
XI. Pagar la nómina estatal;
XII. Llevar la contabilidad de la Hacienda Pública Estatal y el análisis sobre el registro de las transacciones que llevan a cabo las Secretarías;
XIII. Formular mensualmente la cuenta general de ingresos y egresos y someterla a consideración del Ejecutivo;
XIV. Dirigir la negociación y llevar el registro y control de la deuda pública del Estado, informando a la persona titular del Ejecutivo mensualmente o cuando así lo requiera, sobre el estado de la misma;
XV. Elaborar los informes sobre la cuenta pública, en los términos de la legislación aplicable;
XVI. Establecer medidas de control respecto de los ingresos y egresos de las entidades paraestatales, descentralizadas, fideicomisos y fondos, así como de los patronatos que manejen recursos públicos;
XVII. Proporcionar asesoría en materia de interpretación y aplicación de las leyes tributarias del Estado y realizar una labor permanente de difusión y orientación fiscal;
XVIII. Recibir, coordinar y registrar la entrega oportuna de fondos descentralizados para la inversión que la Federación participe al Estado y de los recursos estatales que se descentralicen a los municipios;
XIX. Recibir, revisar y reclamar, en su caso, las participaciones en impuestos federales a favor del Gobierno del Estado y acudir en auxilio de los municipios, cuando éstos lo soliciten, para gestionar lo que a ellos les corresponda;
XX. Elaborar los estudios de planeación financiera de las dependencias del Gobierno y de los organismos y entidades del sector paraestatal;
XXI. Recibir los programas operativos anuales elaborados por las dependencias y entidades de la Administración Pública Estatal y con vista de los mismos formular, el Programa Anual del Gasto Público;
XXII. Elaborar los programas estatales de inversión y someterlos al Ejecutivo para su aprobación, observando congruencia con los planes y estrategias de Gobierno;
XXIII. Integrar y mantener actualizada la información catastral del Estado en los términos de la legislación aplicable.
XXIV. Vigilar el debido cumplimiento de la legislación y normativa aplicables en materia de administración y enajenación de bienes del patrimonio del gobierno del Estado, así como los respectivos criterios para su adquisición, uso y destino;
XXV. Programar, realizar y celebrar los contratos relativos a las adquisiciones de bienes inmuebles y presidir el Comité de Operaciones Inmobiliarias del Estado;
XXVI. Mantener actualizado el inventario de los bienes muebles e inmuebles propiedad del Estado;
XXVII. Establecer programas para la conservación y el mantenimiento de los bienes inmuebles del Gobierno del Estado;
XXVIII. Intervenir en los procedimientos de contratación y celebrar los contratos de compraventa, comodato, donación y demás en los que se afecte el patrimonio del Gobierno del Estado, en los términos previstos en las leyes de la materia;
XXIX. Celebrar los contratos de arrendamiento que tengan por objeto proporcionar locales a las oficinas gubernamentales y dar las bases generales para los contratos de arrendamiento que con el mismo fin celebren las entidades del sector paraestatal;
XXX. Representar al Estado en los juicios o procedimientos en que éste sea parte o resulte algún interés patrimonial directo o indirecto;
XXXI. Presentar las denuncias, acusaciones o querellas con motivo de hechos delictuosos donde resulte afectado el patrimonio del Estado, con las excepciones que marca la Ley, dándole el seguimiento correspondiente;
XXXII. Expedir, negar y revocar conforme a la Ley de la materia, los permisos o licencias a los establecimientos en donde se venden o consumen bebidas alcohólicas, así como desempeñar las facultades que la misma le confiera;
XXXIII. Administrar las bases de datos relacionadas con los padrones de contribuyentes, de pagos de contribuciones y aquellas otras de carácter fiscal relacionadas con los ingresos a que refiere la fracción I del presente artículo, recolectando, clasificando y resguardando dicha información de manera organizada, siendo responsable de los aspectos técnicos, tecnológicos, científicos, inteligencia de negocios y legales sobre dichas bases de datos y sus sistemas de operación, incluyendo los mecanismos de autenticación, expedientes digitales y herramientas de notificación electrónicas;
XXXIV. Administrar, operar, rediseñar y actualizar los sistemas de control del ejercicio de las finanzas públicas en materia de ingresos, egresos, deuda pública y patrimonio, así como los correspondientes registros contables, garantizando la integridad de la información y sus bases de datos, mediante la administración y operación de su propio Centro de Datos, y
XXXV. Las demás que les señalen las leyes, reglamentos y otras disposiciones legales aplicables.

## Titulares
| Secretario                        | Periodo                                     | Gobernador                        | Ref   |
| --------------------------------- | ------------------------------------------- | --------------------------------- | ----- |
| Carlos Alberto Garza Ibarra       | Desde el 7 de octubre de 2015               | Samuel Alejandro García Sepúlveda | [ 2 ] |
| Carlos Alberto Garza Ibarra       | Desde el 7 de octubre de 2015               | Jaime Rodríguez Calderón          | [ 2 ] |
| Carlos Alberto Garza Ibarra       | Desde el 7 de octubre de 2015               | Manuel Florentino González Flores | [ 2 ] |
| Carlos Alberto Garza Ibarra       | Desde el 7 de octubre de 2015               | Jaime Rodríguez Calderón          | [ 2 ] |
| Rodolfo Gómez Acosta              | 27 de abril de 2012 - 3 de octubre de 2015  | Rodrigo Medina de la Cruz         |       |
| Othón Ruiz Montemayor             | 10 de febrero de 2011 - 26 de abril de 2012 | Rodrigo Medina de la Cruz         |       |
| Alfredo Gerardo Garza de la Garza | 4 de octubre de 2009 - 9 de febrero de 2011 | Rodrigo Medina de la Cruz         |       |
| Rubén Eduardo Martínez Dondé      | 4 de octubre de 2003 - 3 de octubre de 2009 | José Natividad González Parás     |       |
| Fernando Elizondo Barragán        | 4 de octubre de 1997 - 13 de enero de 2003  | Fernando Canales Clariond         |       |